# SK Jugoslavija Beograd
SK Jugoslavija (srpski: CК Југославија) je bivši nogometni klub iz Beograda, Srbija. Jedan je od najstarijih srbijanskih klubova, osnovan 1913. godine. Komunističke vlasti su 1945. godine ugasile klub, a većinu imovine su dale novosnovanoj Crvenoj zvezdi.
Osvojio je dva naslova prvaka Jugoslavije, 1924. i 1925. godine. Klub je nosio crvene dresove, po kojima su ih zvali crveni. Njihov najveći rival je bio beogradski BSK.
Utakmice je igrao na igralištu zvanom Trkalište do 1925. godine, kad je demolirano. Potom je preselio na novo, na predjelu Topčidersko Brdo, baš na mjestu današnjeg Zvezdinog stadiona.
Klupska boja 1932. bila je crvena.
Klub je mijenjao imena kroz povijest:
- SK Velika Srbija (1913. – 1919.)
- SK Jugoslavija (1919. – 1941.)
- SK 1913 (1941. – 1945.)

Za Jugoslaviju su igrali ovi poznati igrači:
| Kraljevina Jugoslavija - Aleksandar Atanacković - Branislav Dimitrijević - Rudolf Dobrijević - Milorad Dragičević - Predrag Đajić - Đorđe Đorđević - Damjan Đurić - Vladeta Đurić - Milutin Ivković - Dragan Jovanović | - Mihalj Kečkeš - Ljubomir Lovrić - Stevan Luburić - Blagoje Marjanović - Sveta Marković - Mihajlo Načević - Dragutin Nemeš - Dušan Petković - Aleksandar Petrović - Branko Petrović - Jovan Ružić | - Branislav Sekulić - Boško Todorić - Dobrivoje Zečević - Momčilo Đokić - Petar Joksimović Čehoslovačka - Alojz Mahek Mađarska - Vilim Šipoš |

## Vanjske poveznice
- National-football-teams Igrači po sezonama
- SK Jugoslavija  Arhivirana inačica izvorne stranice od 15. kolovoza 2011. (Wayback Machine)